# James Stewart (lekkoatleta)
James Daniel Stewart  (ur. 6 grudnia 1906 w Barstow, zm. 20 stycznia 1991 w Sweetwater) –  amerykański lekkoatleta, wieloboista, olimpijczyk.
Zajął 4. miejsce w dziesięcioboju na igrzyskach olimpijskich w 1928 w Amsterdamie.
Był wicemistrzem Stanów Zjednoczonych (AAU) w dziesięcioboju w 1928 i 1930, a w 1927 zajął w tej konkurencji 4. miejsce. Był akademickim mistrzem USA (NCAA) w skoku wzwyż w 1930.
Rekord życiowy Stewarta w dziesięcioboju wynosił 7953,610 punktów (według ówczesnej punktacji, ustanowiony 18 czerwca 1932 w Los Angeles), a w skoku wzwyż 1,988 m (7 maja 1930 w Palo Alto).